# Stellantis North America
Stelantis North America, também conhecida simplesmente como Chrysler e anteriormente FCA US, é uma fabricante americana de automóveis que atuou de forma independente entre 1925 e 1998, quando foi adquirida pela Daimler, que passou a adotar o nome Daimler-Chrysler. Atualmente, pertence à Stellantis.

## História
O primeiro automóvel da marca norte-americana Chrysler, fundada por Walter Chrysler, foi apresentado a 5 de Janeiro de 1924, com a designação de Six. Tratava-se de um automóvel de gama média que apresentava uma série de novidades pouco comuns nesse tipo de viaturas, como um motor de alta-compressão com pistões de alumínio. Walter Chrysler tinha adquirido experiência no ramo automóvel ao trabalhar em cargos de chefia de empresas como a Buick ou a General Motors.
Dois anos depois, a Chrysler entrou no segmento dos carros de luxo com o modelo Imperial E-80, que na altura alcançava as 80 milhas por hora.
Em 1928, a Chrysler, que tinha Walter Chrysler como presidente, comprou a Dodge, uma importante empresa de fabrico de motores. Nesse ano começou a produzir os modelos DeSoto e Plymouth.
Em 1935 Walter Chrysler demitiu-se da presidência da empresa, numa altura em que esta era já das principais marcas de automóveis norte-americanas.
Durante a Segunda Guerra Mundial, a Chrysler forneceu às forças aliadas cerca de meio milhão de camiões Dodge, assim como tanques M4 Sherman, os mais utilizados pelas tropas norte-americanas.

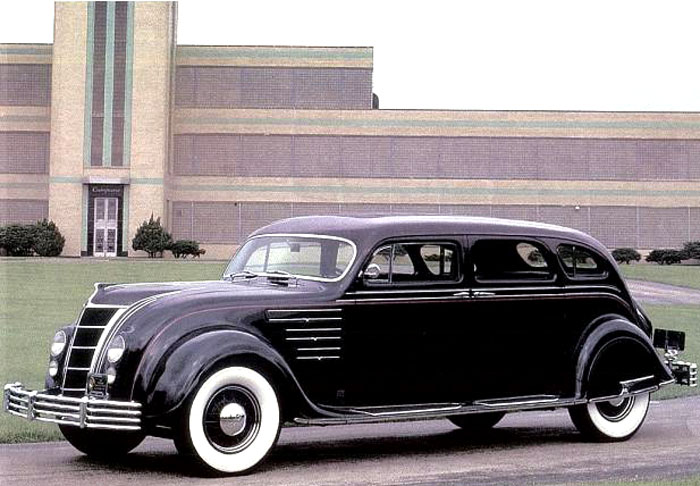
Chrysler Imperial de 1934.

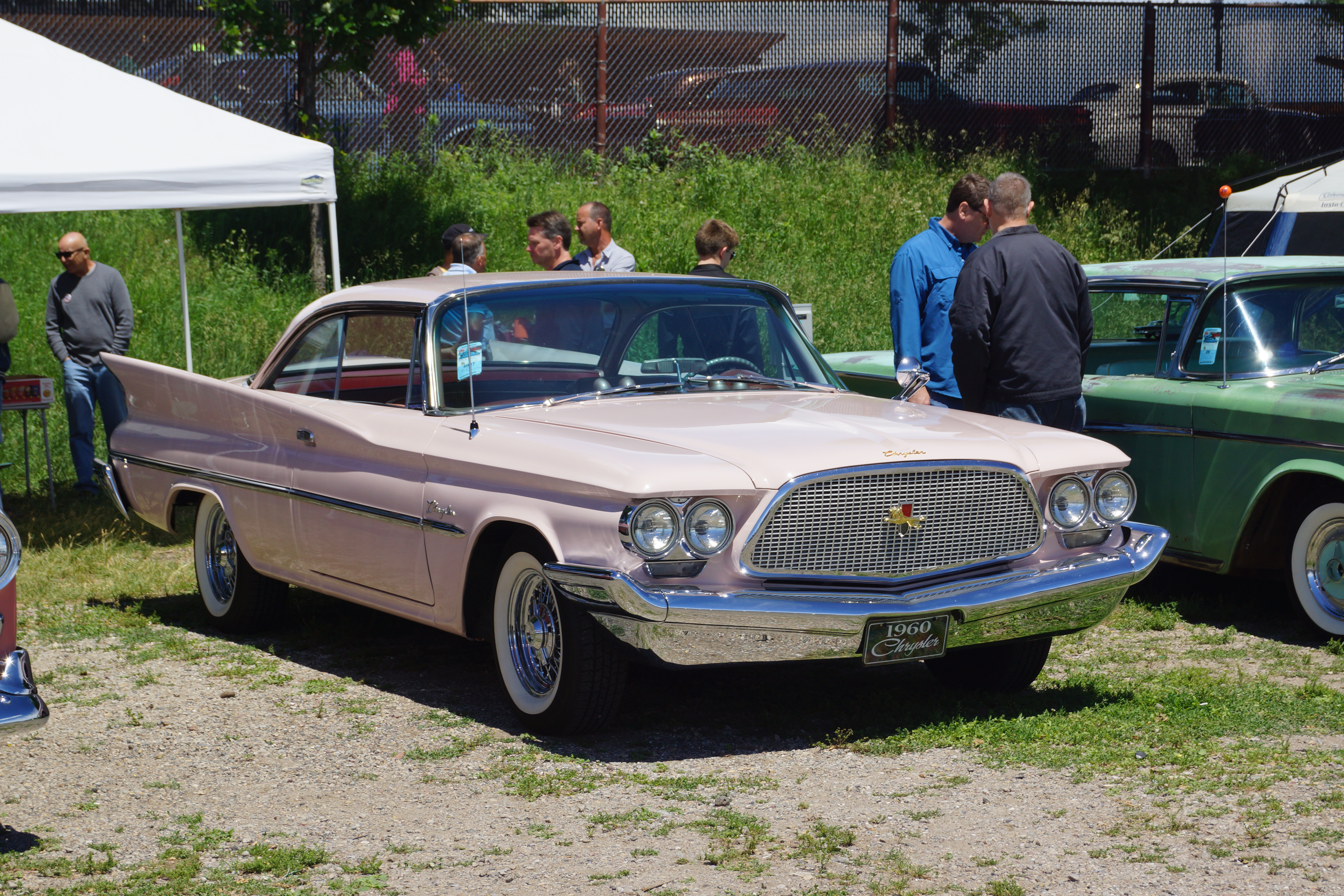
Chrysler de 1960

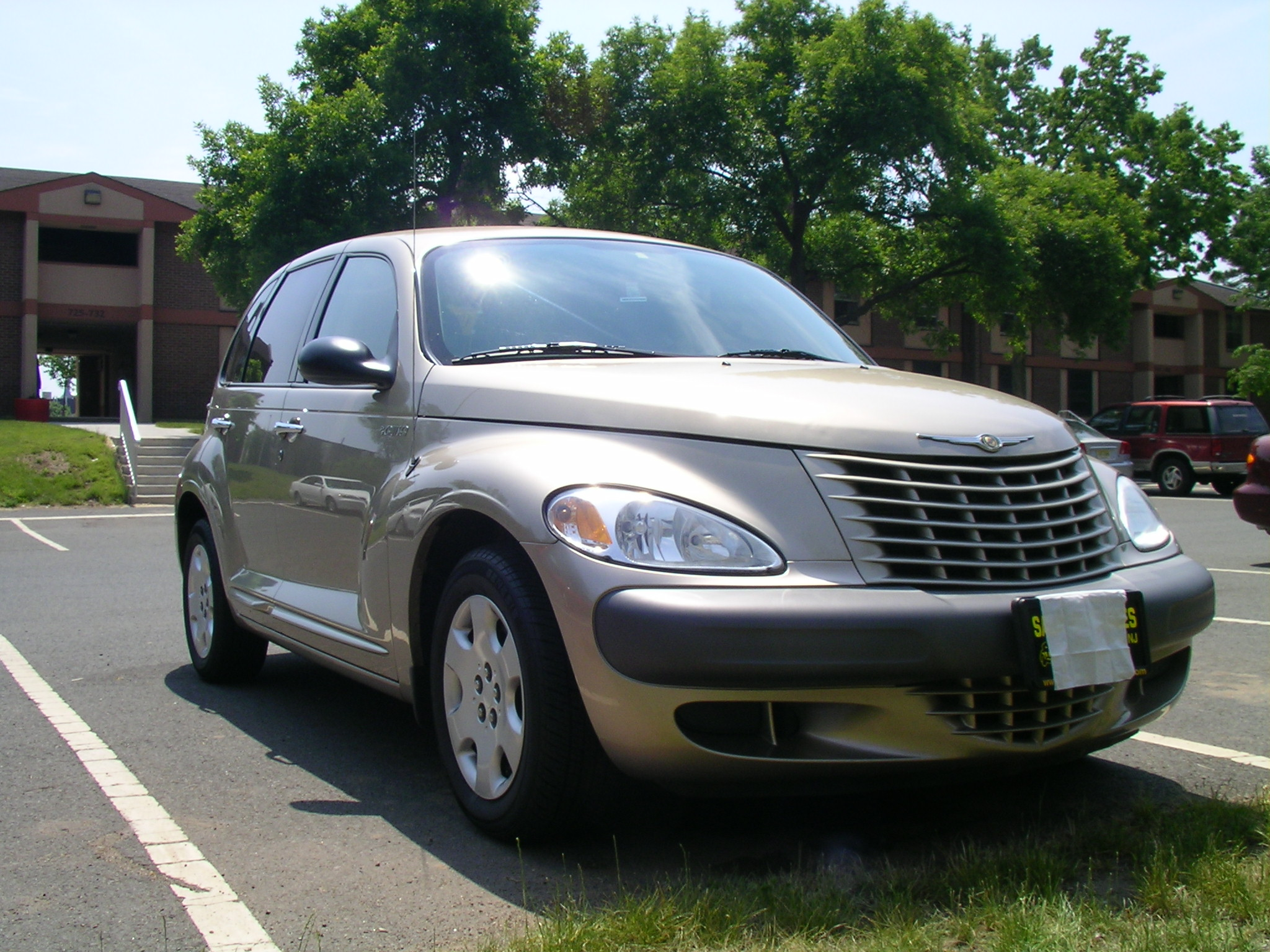
Chrysler PT Cruiser de 2003.

Em 1951 a marca apresentou o motor Hemi V-8, o mais potente destinado a carros de passageiros. Quatro anos mais tarde, o Chrysler 300, equipado com este motor, era o carro de passageiros mais potente do mundo.
Em 1957, depois de uma grande expansão interna no pós-guerra, a Chrysler formou uma equipe de operações internacionais sediada na Suíça para vender os seus modelos na Europa.
O ano de 1958 ficou marcado por uma inovação mundial introduzida pela marca, ao disponibilizar nos seus modelos o controlo automático de velocidade.
No ano seguinte, lançou um dos primeiros carros compactos da história do automóvel, o Plymouth Valiant.
Em 1983 lançou-se na produção de mini-vans, a Dodge Caravan e a Plymouth Voyager, criando assim um novo segmento de mercado. No ano seguinte, adquiriu parte da Maserati e em 1987 comprou a Lamborghini e também a mercedes que atualmente produz também suas motos esportivas, ambas marcas italianas de prestígio. É ainda em 1987 que a marca norte-americana volta a entrar no mercado europeu.
Em 1992 apresentou o Dodge Viper, um carro superdesportivo de dois lugares que foi o primeiro da marca a ter origem numa plataforma comum a outros modelos Chrysler. Nesse mesmo ano, lançou uma linha de carros familiares constituída pelo trio Chrysler Concorde, Dodge Intrepid e Eagle Vision.
Quatro anos depois a marca já era vendida em mais de cem países. O modelo mais vendido era o Jeep Cherokee. Nesse ano, a Chrysler foi considerada pela conceituada revista de negócio "Forbes" como a empresa do ano.
A Chrysler e suas subsidiárias tornaram-se parte da alemã DaimlerChrysler depois de ser comprada em 1998 por Daimler Benz. 
O nome Chrysler LLC foi adotado após a dissolução da DaimlerChrysler AG em 2007: Em 14 de maio de 2007 foi anunciada a venda da Chrysler para o Cerberus Capital Management, tendo em vista a não-realização das sinergias prevista na época da fusão. A Chrysler LLC continua existindo sendo proprietária das marcas Dodge, Chrysler e Jeep.

## Atualmente
A Chrysler pertence ao grupo FIAT depois de entrar em concordata.

## Modelos
- Chrysler 180/2 Litre/Centura
- Chrysler 300 letter series (1955-1965)
- Chrysler 300M (1999-2004)
- Chrysler 300C (2005-presente)
- Chrysler 300 (1962-1971, 1979, 2005-presente)
- Chrysler Airflow (1934-1937)
- Chrysler Airstream (1935-1937)
- Chrysler Aspen (2007-presente)
- Chrysler Avenger (1976-1978)
- Chrysler Caravan (1983-presente)
- Chrysler Cirrus (1995-2000)
- Chrysler Concorde (1993-2004)
- Chrysler Conquest (1987-1989)
- Chrysler Cordoba (1975-1983)
- Chrysler Crossfire (2004-2006)
- Chrysler Daytona (1984-1993, Canadá)
- Chrysler Dynasty (1988-1993, Canadá)
- Chrysler Fifth Avenue (1984-1989)
- Chysler Grand Caravan (1983-presente)
- Chrysler Horizon (1977-1979, Europa)
- Chrysler Imperial (1926-1954, 1990-1993)
- Chrysler Imperial Parade Phaeton
- Chrysler Intrepid (1993-2004, Canadá)
- Chrysler Laser (1984-1986)
- Chrysler LeBaron (1977-1995)
- Chrysler LHS (1994-1997, 1999-2001)
- Chrysler Newport (1941, 1961-1981)
- Chrysler Neon (1995-2005)
- Chrysler New Yorker (1939-1996)
- Chrysler New Yorker Fifth Avenue (1983, 1990-1993)
- Chrysler Pacifica (2004-presente)
- Chrysler Prowler (2001-2002)
- Chrysler PT Cruiser (2001-2010)
- Chrysler Royal (1937-1942, 1946-1950)
- Chrysler Saratoga (1939-1953, 1957-1960; 1989-1994, Europa)
- Chrysler Sebring (1995-presente)
- Chrysler Sigma (Rebadged Mitsubishi Galant, Austrália)
- Chrysler Stratus (1995-2000, Canada´e Europa)
- Chrysler TC by Maserati (1989-1991)
- Chrysler Town & Country (1941-1950, 1965-1988, 1990-presente)
- Chrysler Turbine Car
- Chrysler Valiant
- Chrysler Vision (1993-1997, Europa)
- Chrysler Voyager (2000-2003; 1988-present, Europa)
- Chrysler Windsor (1940-1961)
- Chrysler Me four-twelve (2004-2005)
- Chrysler ecoVoyager
- Chrysler 200C